# Möbel

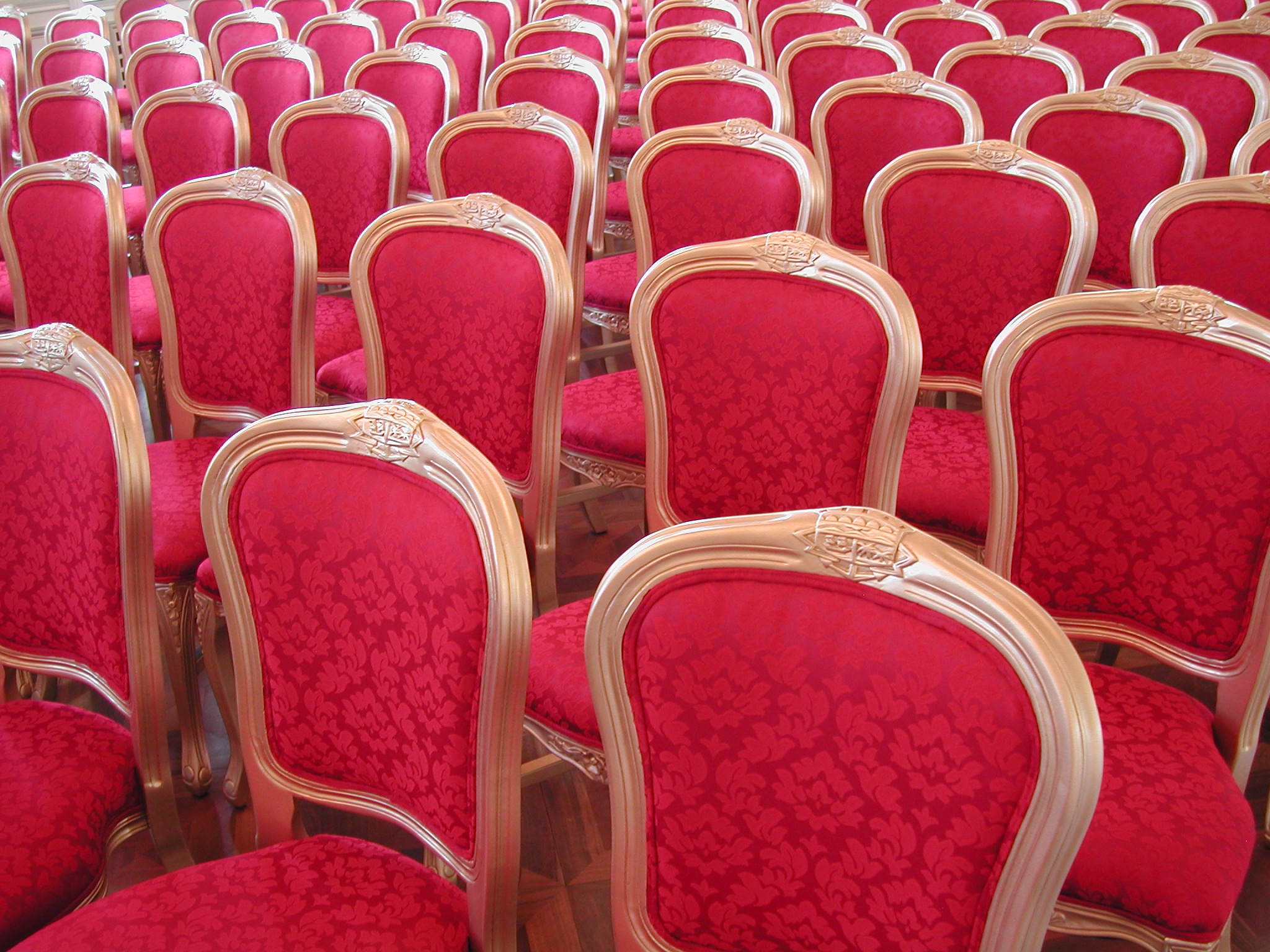
Stolar.

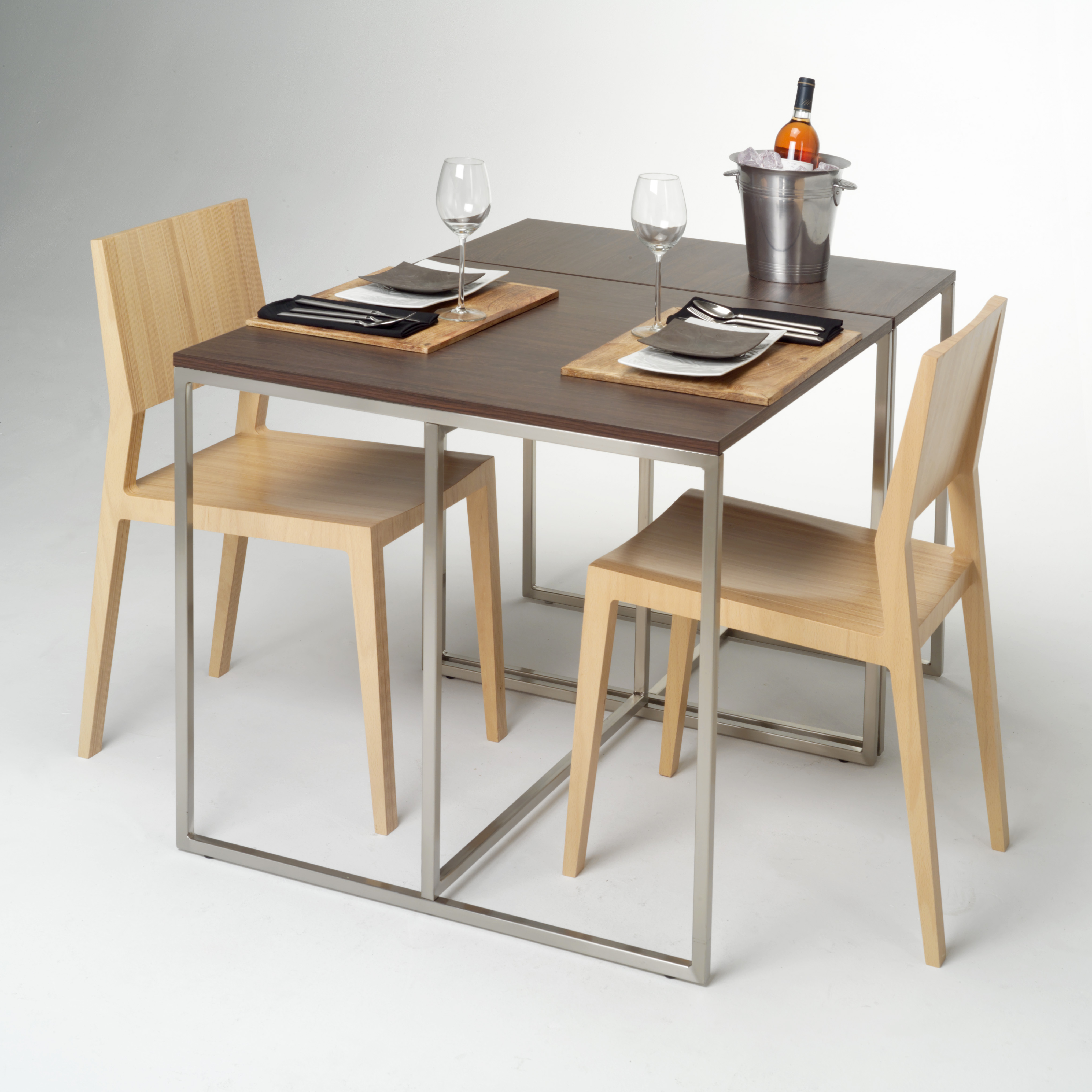
En sittgrupp av stolar och ett bord.

En möbel (från latinets mobilis) är en produkt som är avsedd för inredning (möblering) av utrymmen inom- eller utomhus, där den kan fungera som sitt- och liggplats, avlastningsyta, förvaring med mera.
Möbler och inredning för offentlig miljö tillverkas ofta av företag som specialiserat sig på dessa miljöer. Offentlig miljö ställer ofta speciella krav på möblerna, såsom tålighet och slitstyrka.
Den som formger möbler kallas möbeldesigner eller möbelarkitekt. Den som tillverkar möbler kallas möbelsnickare.

## Konstruktion
Möbler har oftast en stomme av trä, men även plast och metall har blivit vanliga material under 1900-talet. Stolar, soffor och andra benförsedda möbler förses ofta med möbeltassar för att inte skada golvytan.

## Bildgalleri

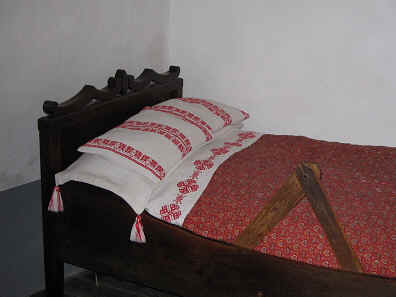
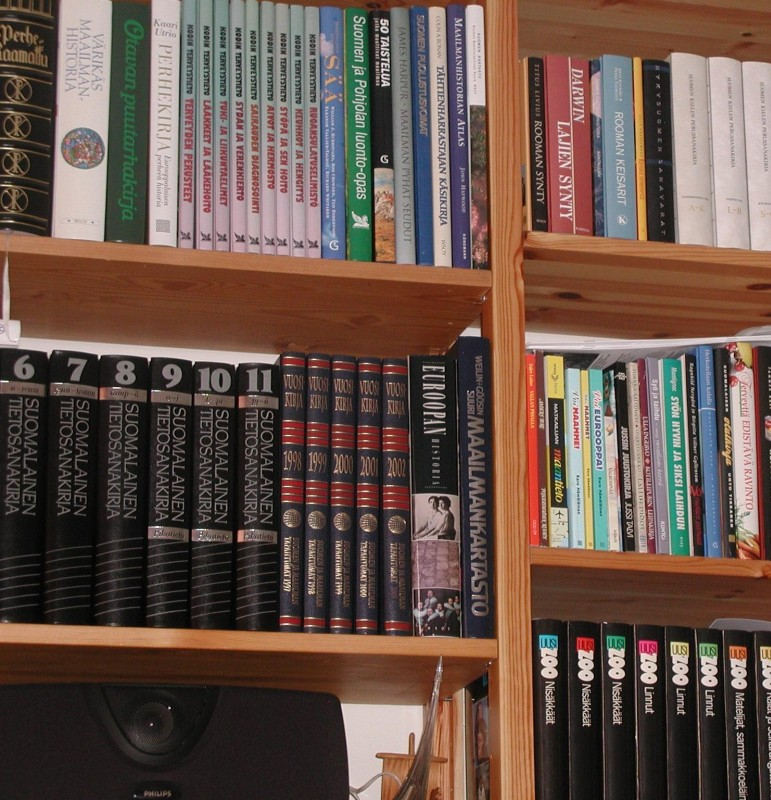
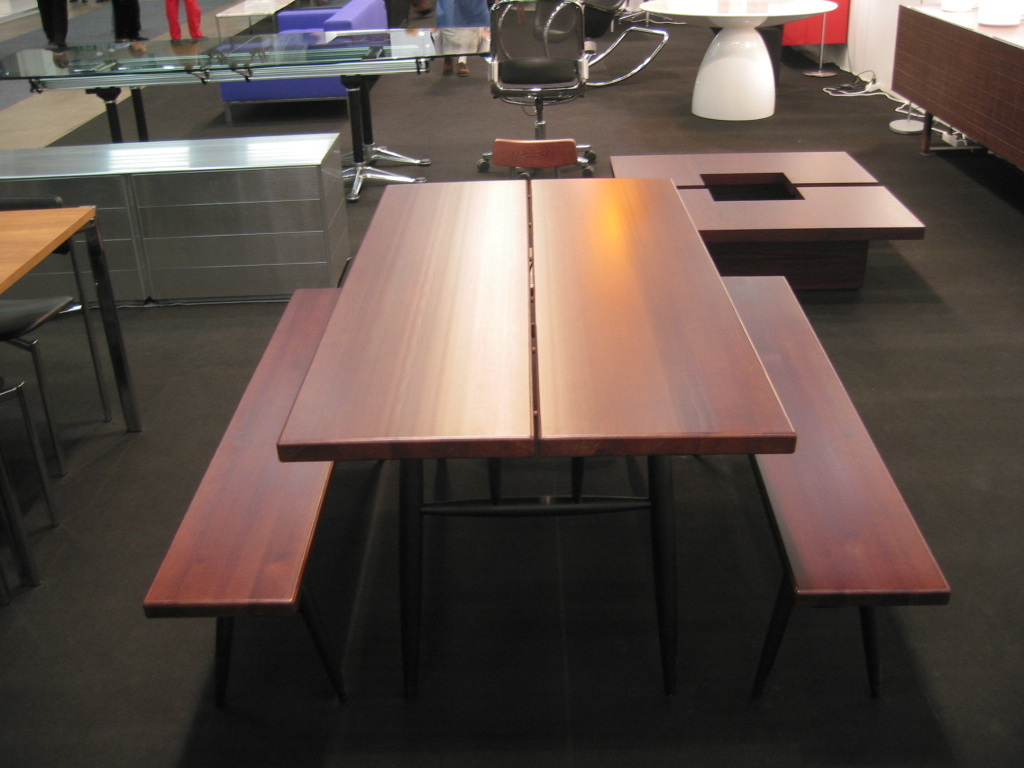
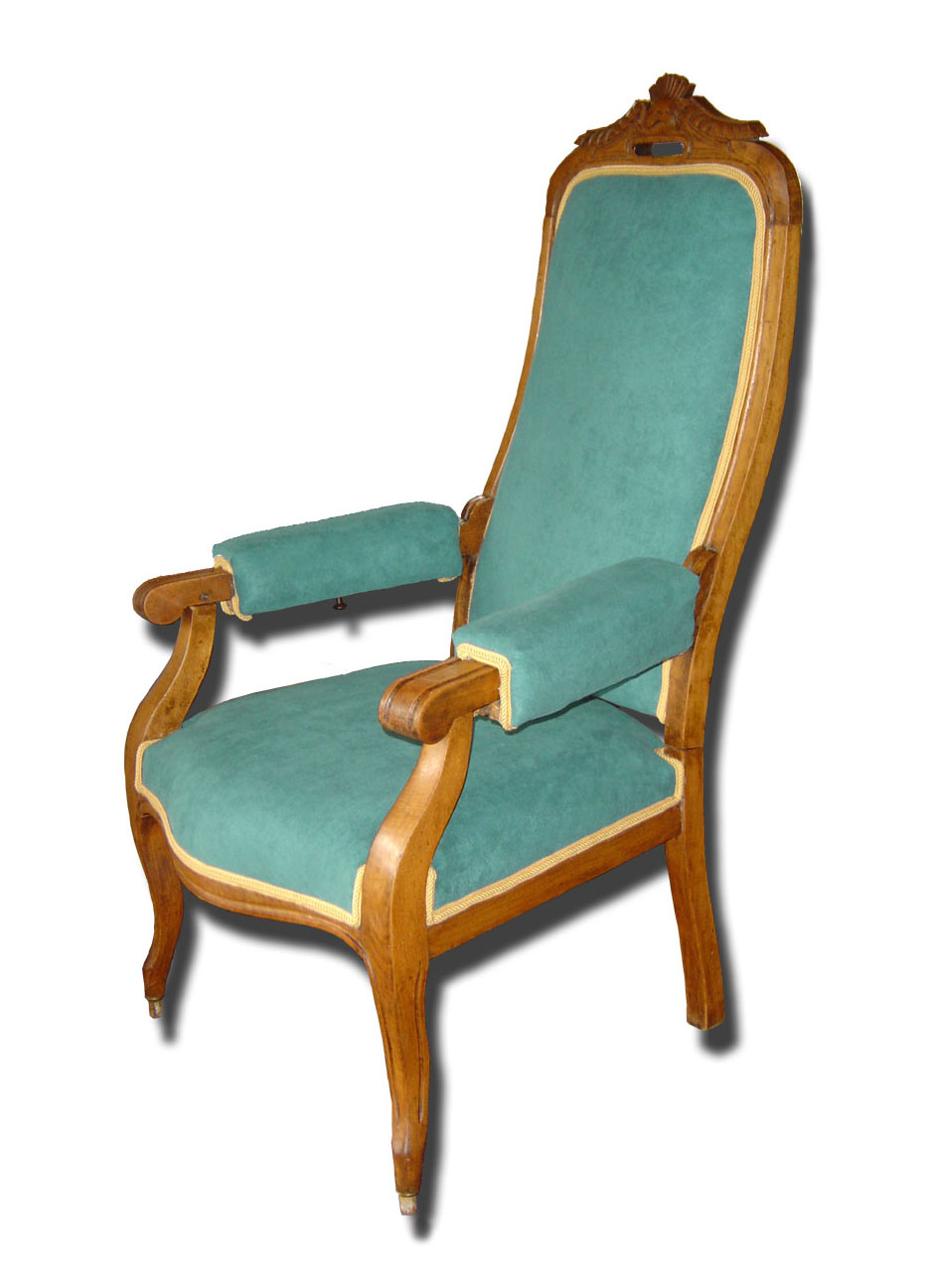
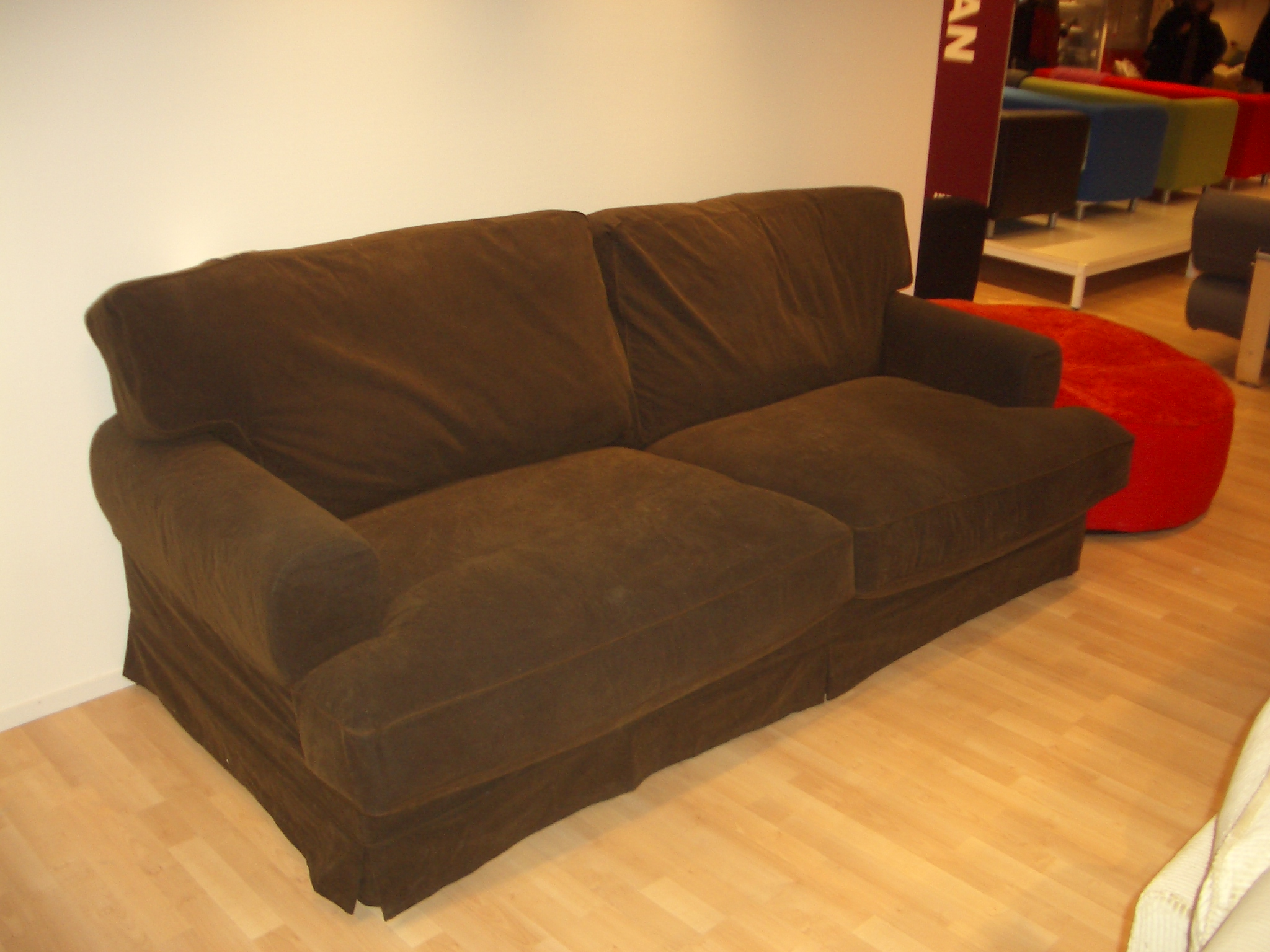
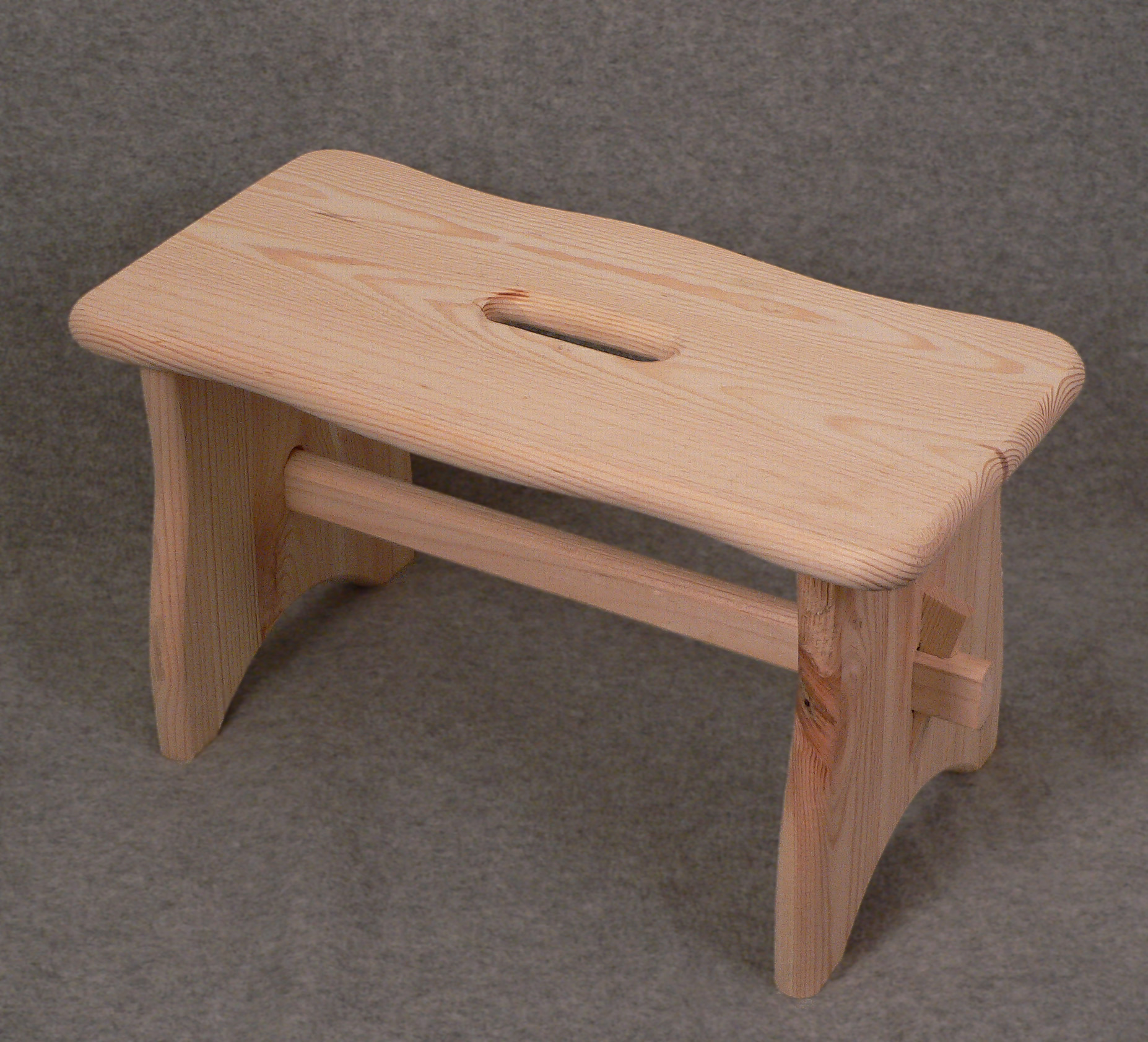
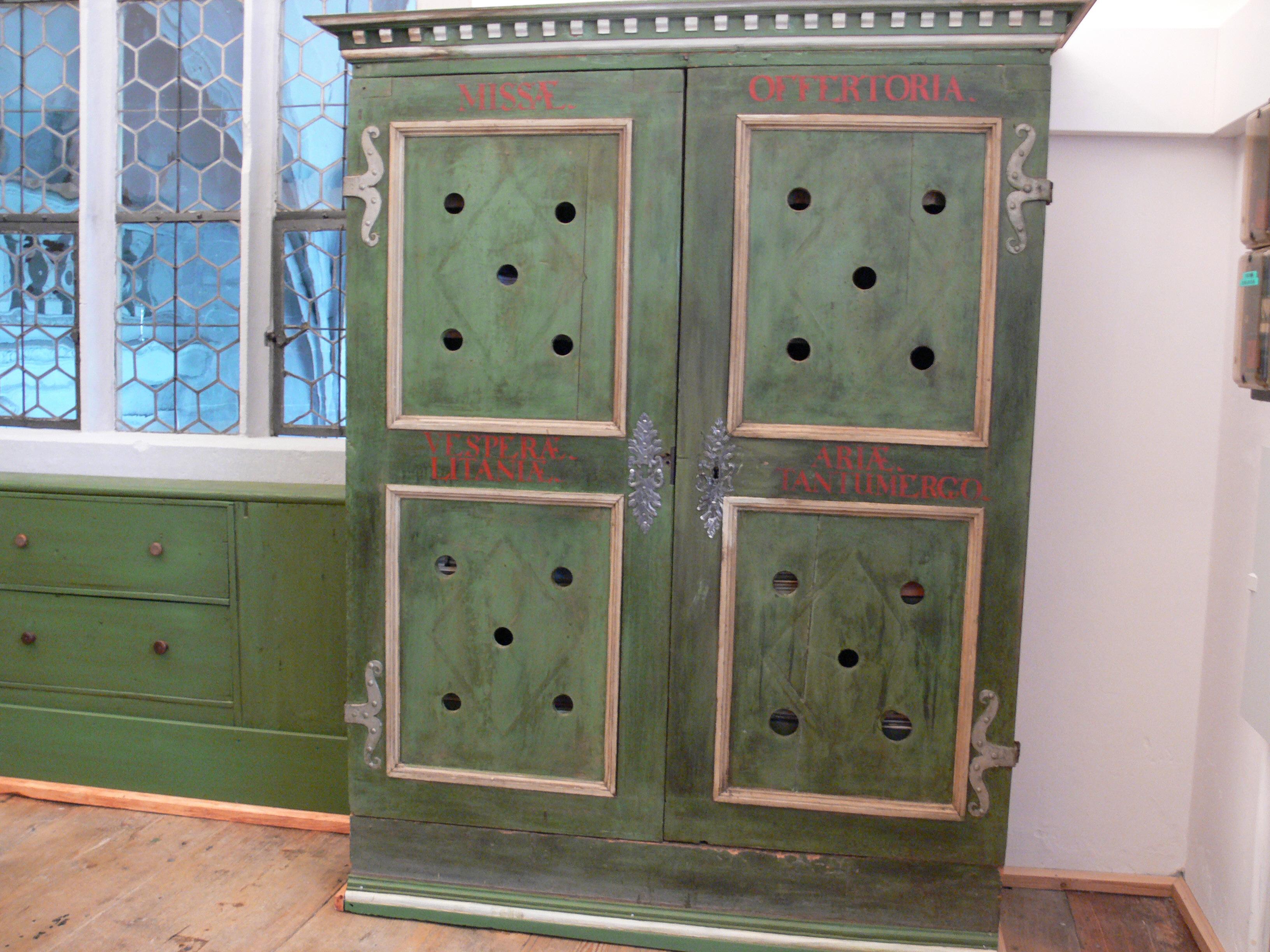
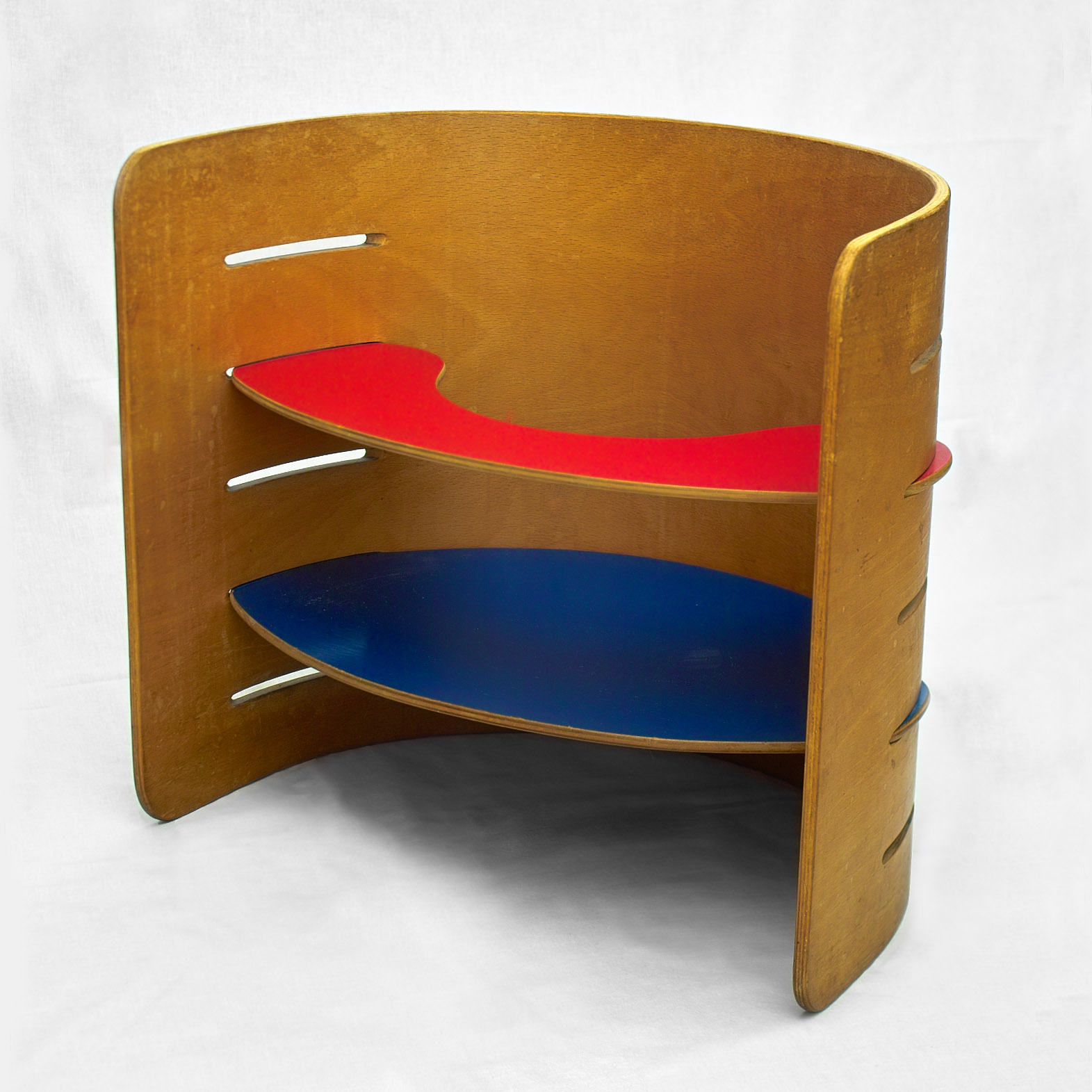